# Michele Serio
Michele Serio (Napoli, 6 gennaio 1954 – Napoli, 24 ottobre 2021) è stato un musicista e scrittore italiano.

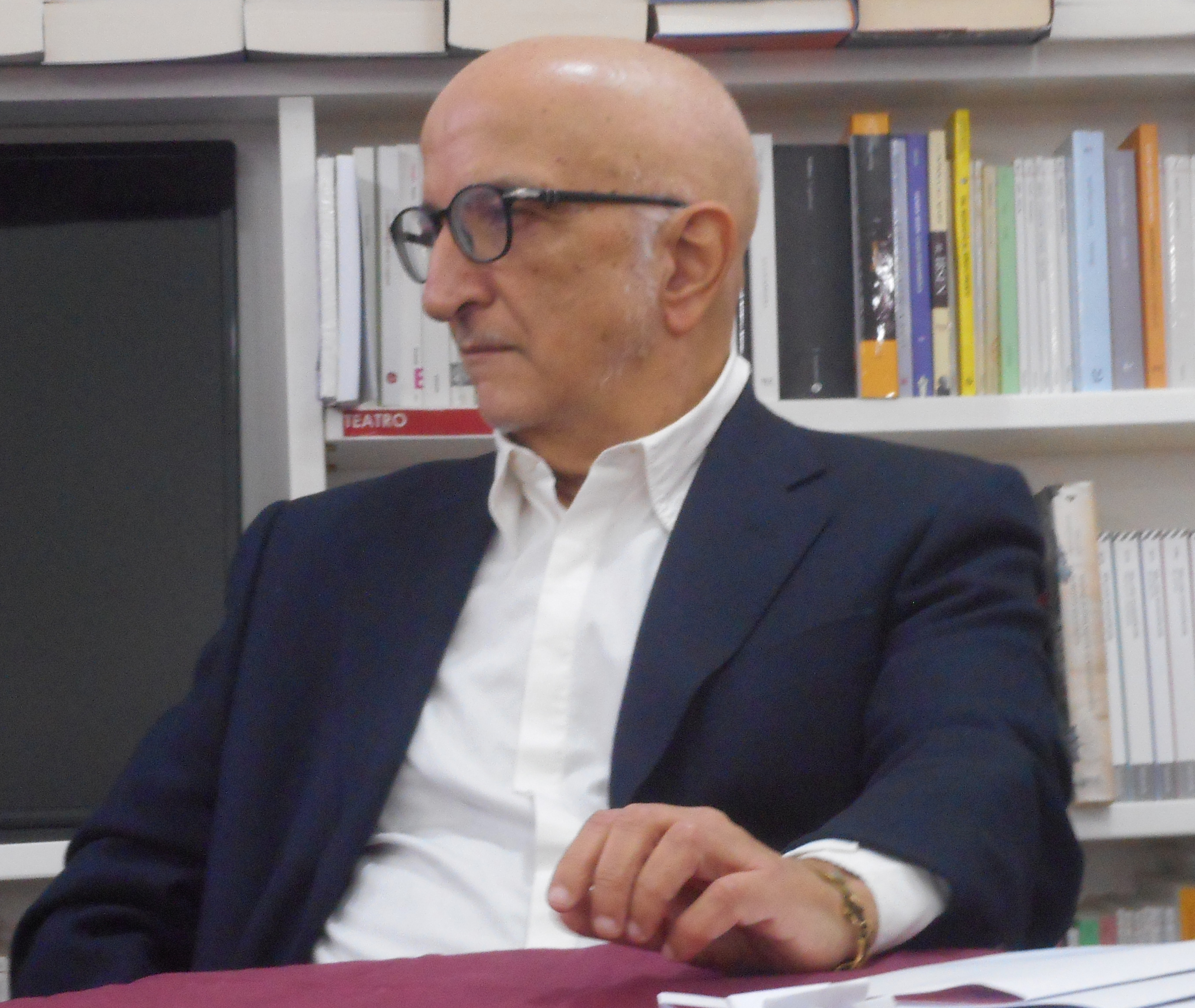
Michele Serio durante la presentazione del suo romanzo Giù le mani dal Vesuvio

I suoi romanzi sono stati tradotti in Spagna, Francia, Grecia e Germania.

## Biografia
Michele Serio è nato a Napoli. Ha iniziato come musicista e compositore di canzoni pop. Il suo concept album Amici contiene La canzone di Antonella. L'album fu prodotto da Il Giardino dei Semplici nel 1982, per l'etichetta Panarecord/F1 Team. Ha vissuto tra Miseno e Bacoli per molti anni.

### Teatro e TV
Per il teatro ha messo in scena sette lavori, alcuni dei quali rimasti in cartellone per parecchi anni. Annella a Portacapuana viene trasmessa il giorno di Pasqua su Rai Uno all’interno di un programma condotto da Raffaella Carrà.
Con Fiaboplast vince il premio Stregatto, assegnato alla pièce teatrale per ragazzi che ha raggiunto il maggior numero di spettatori nel corso di una stagione. 
In teatro interpretano suoi lavori, fra gli altri  Carlo Croccolo, Rosalia Maggio, Enzo Cerusico. Niccu Furcedda di cui scrive anche le musiche, interpretato da Tommaso Bianco partecipa al Festival di Benevento. 
Scrive testi e interpreta come attore protagonista per Raisat Fiction dieci telefilm dal titolo Napoli in giallo.
Nel 1999 scrive per la Radio un programma a puntate su Napoli e le sue storie di strada Alla ricerca dell’identità perduta e per RaiDue racconta per la trasmissione Jonathan una serie di storie originali.
Nel 2004 partecipa con un racconto, all’antologia "A table" sempre in Francia, e viene invitato per un giro di conferenze. 
Nel 2009  come attore teatrale interpreta la parte di San Gennaro nel testo di Adriana Carli, I messaggi del sangue.
Serio ha inoltre scritto quindici sceneggiature per TV movie americani. 
Ha collaborato come opinionista a numerosi quotidiani e riviste. Ha lavorato inoltre come trendwatching invitato come conferenziere all'Università dove ha tenuto lezioni sul tema della Comunicazione.

### La scrittura
Esordisce come narratore nel 1991 con La signora dei lupi (ed. Spirali), un fantasy a sfondo erotico. 
Pubblica nel 1994 Pizzeria Inferno, un horror che viene considerato un libro di culto[4]dagli scrittori cosiddetti pulp, apprezzato gra gli altri da  Niccolò Ammaniti, Valerio Evangelisti, Serge Quadruppani. 
Nel 1996 Nero Metropolitano, romanzo dal montaggio serrato che viene segnalato dal Corriere della Sera come ‘miglior libro dell’anno’.
Nel dicembre del 2000 pubblica l’antologia Italia odia, che raccoglie il meglio del noir italiano, il racconto lungo uguale che viene subito trasformato in fumetto e pubblicato a puntate su un quotidiano a larga tiratura.
Nel 2001 esce in Francia presso Fleuve Noir nell’antologia Portes d’Italie, il racconto La cagnetta che, pur ottenendo un notevole successo di critica e di pubblico, non verrà mai pubblicato in Italia per motivi di censura.
Nel 2002 il romanzo Reporter di strada, è una satira di costume dai risvolti erotici. Durante lo stesso anno pubblica nell’antologia edita da Mondadori 14 colpi al cuore, il racconto "La casa infestata".
Nel 2006 il romanzo La dote è dichiarato ‘miglior libro campano dell’anno in un sondaggio tra i lettori indetto dal Corriere del Mezzogiorno. Narra la scabrosa storia di una ragazza dei vicoli di Napoli la cui ‘dote’, citata nel titolo,  è costituita da una parte del suo corpo. 
Nello stesso anno esce Napoli corpo a corpo con la prefazione di Antonio Ghirelli, una raccolta dei suoi reportage più importanti pubblicati su giornali nazionali e esteri. 
Nel 2013 pubblica una nuova edizione di Pizzeria Inferno, completamente riscritto per Homo Scrivens, con la prefazione di Valerio Evangelisti.
In Francia nel maggio 2013 nell’antologia a cui hanno partecipato tra gli altri Andrea Camilleri e Wu Ming dal titolo Bel paese è inserito il suo racconto lungo "Natale Trans" (Metailié).
Nel 2014 esce Così parlò il Mostro , una favola contemporanea il cui personaggio principale continua sul blog dove il mostruoso protagonista disegna, compone rime, canta, suona canzoni (mostruose) ed è protagonista di videoclip.
Nel romanzo San Gennaro made in China (2015) appare per la prima volta il personaggio di Gennaro Scognamiglio, protagonista di una storia a forti tinte gialle sull’insediamento dei cinesi a Napoli. Lo stesso protagonista sarà nel romanzo Giù le mani dal Vesuvio del 2017 che ottiene un notevole successo di critica e di pubblico.
Nel 2018 esce 365 ma non li dimostra, un sorprendente testo formato da quartine in rima, ’prosa rimata’ come le definisce la critica che avvicina l’autore nientemeno che a Pulci e Trilussa.
È del febbraio 2020 E tu di che congiuntivo sei (ed. Centoautori), che vede Gennaro Scognamiglio protagonista di un'altra avventura.
Il 7 aprile 2022 Colonnese Editore pubblica postumo il libro Il Calcio e la Danza dei Sette Veli «un ghignante apologo sull’abisso del peccato e l’impossibilità di redenzione, che ci inchioda dopo poche righe alla più perfida delle rivelazioni», come scrive l’amico e critico cinematografico Valerio Caprara nell’introduzione al volume.[3]
Nel 2023, visto il grande successo riscosso, la casa editrice Homo Scrivens pubblica la II edizione di "Così parlò il Mostro".
Il 29 novembre 2024 alla Scuola Italiana di Comics viene presentato il volume Napoli stregata (ed Homo Scrivens) contenente le tavole restaurate del fumetto Uguale pubblicate a puntate sul Corriere del Mezzogiorno nell'agosto 2001 e il racconto La casa stregata.

### Morte
Michele Serio è morto nell'autunno del 2021 per complicazioni da Covid-19.

## Opere
- La signora dei lupi, 1991, Spirali edizioni, Milano. ISBN 8877703199
- Pizzeria Inferno, 1994, Baldini Castoldi Dalai Editore, Milano. ISBN 8880892258. Riedizione 2013, edito da Homo Scrivens Napoli
- Nero Metropolitano 1996, Baldini Castoldi Dalai Editore, Milano. ISBN 8880891634
- Italia odia, 2000, Arnoldo Mondadori Editore, Milano.
- Reporter di strada, 2002, L'ancora del mediterraneo, Napoli. ISBN 888325077X
- La dote, 2006, Flaccovio Editore Palermo. ISBN 8877587547
- Napoli corpo a corpo: manuale di sopravvivenza metropolitana , 2006 , Marlin Editore. ISBN 886043016X
- Così parlò il Mostro, 2014, edito da Homo Scrivens Napoli. ISBN 8897905579
- San Gennaro made in China, 2015, editore Cento Autori, Villaricca (Na). ISBN 8868720299
- Giù le mani dal Vesuvio, 2017, editore Cento Autori, Villaricca (Na). ISBN 886872121X
- 365 ma non li dimostra, 2018, edito da Ultra Castelvecchi, Roma.
- E tu di che congiuntivo sei?, 2020, edito da Cento Autori, Villaricca (Na). ISBN 8868722208
- Il Calcio e la Danza dei Sette Veli, 2022, edito da Colonnese, Napoli. ISBN 978-8899716783
- Così parlò il Mostro, 2023, edito da Homo Scrivens, Napoli. ISBN 978-8832783667
- Napoli Stregata, 2024, edito da Homo Scrivens, Napoli. ISBN 978-8832784053